# Gustavo Maia
Gustavo Maia da Silva (Brasilia, 22 gennaio 2001) è un calciatore brasiliano, attaccante dello Sport Recife.

## Carriera
Cresciuto nel settore giovanile del San Paolo, il 6 agosto 2020 viene acquistato dal Barcellona con cui firma un contratto quinquennale; aggregato alla squadra B, fa il suo esordio fra i professionisti il 18 ottobre in occasione dell'incontro di Segunda División B vinto 1-0 contro il Gimnàstic.
Dopo una stagione sottotono conclusa con 8 presenze e nessuna rete segnata, il 30 agosto 2021 viene ceduto in prestito all'Internacional fino al 31 dicembre 2022. Debutta nel Brasileirão il 26 settembre seguente nel corso del match vinto 2-0 contro il Bahia ed il 24 ottobre realizza la sua prima rete segnando al 93' il gol del definitivo 2-2 contro il Corinthians.

## Statistiche
Statistiche aggiornate al 30 ottobre 2021.

### Presenze e reti nei club
| Stagione        | Squadra         | Campionato      | Campionato | Campionato | Coppe nazionali | Coppe nazionali | Coppe nazionali | Coppe continentali | Coppe continentali | Coppe continentali | Altre coppe | Altre coppe | Altre coppe | Totale | Totale | Totale |
| Stagione        | Squadra         | Comp            | Pres       | Reti       | Comp            | Pres            | Reti            | Comp               | Pres               | Reti               | Comp        | Pres        | Reti        | Pres   | Reti   |        |
| --------------- | --------------- | --------------- | ---------- | ---------- | --------------- | --------------- | --------------- | ------------------ | ------------------ | ------------------ | ----------- | ----------- | ----------- | ------ | ------ | ------ |
| 2020-2021       | Barcellona B    | SDB             | 8          | 0          |                 | -               | -               |                    | -                  | -                  |             | -           | -           | 8      | 0      |        |
| ago.-dic. 2021  | Internacional   | PD/RS+A         | 0+5        | 1          | CB              | -               | -               |                    | -                  | -                  |             | -           | -           | 5      | 1      |        |
| Totale carriera | Totale carriera | Totale carriera | 13         | 1          |                 | -               | -               |                    | -                  | -                  |             | -           | -           | 13     | 1      |        |